# 힐튼 월드와이드
힐튼 월드와이드 홀딩스 주식회사(Hilton Worldwide Holdings Inc.)는 다국적 호텔 기업이다. 1919년 콘래드 힐튼이 설립하였다.
힐튼 월드와이드는 다양한 시장 부문에 걸쳐 콘래드 호텔, 캐너피 바이 힐튼, 큐리오 - 어 컬렉션 바이 힐튼, 힐튼 호텔 & 리조트, 더블트리 바이 힐튼, 엠버시 스위츠 호텔, 힐튼 가든 인, 햄프턴 인, 홈우드 스위츠 바이 힐튼, 홈2 스위츠 바이 힐튼, 힐튼 그랜드 베케이션스, 월도프 애스토리아 호텔 등 13개의 브랜드를 운영하고 있다.